# PIIGS

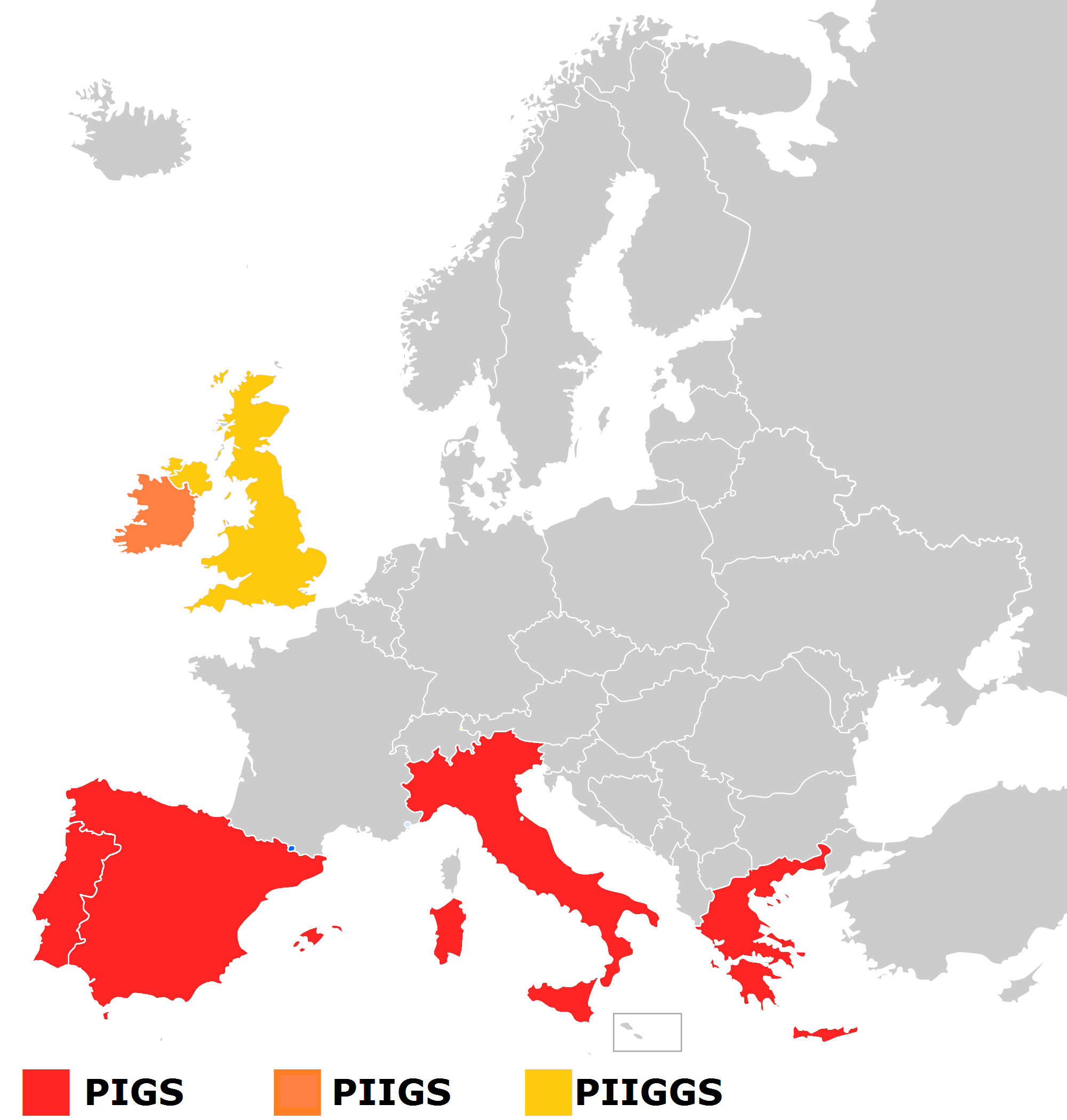
PIGS, PIIGS, PIIGGS

PIIGS, PIIGGS, wcześniej PIGS (ang. dosł. świnie) – skrótowiec określający państwa o złej sytuacji budżetowej. Akronim PIGS pierwotnie oznaczał Portugal, Italy, Greece, Spain (Portugalia, Włochy, Grecja, Hiszpania). W związku z sytuacją gospodarczą od 2010 dołączono kolejne I oznaczające Ireland (Irlandia), tworząc rozszerzoną formę: PIIGS. Niekiedy używana jest forma PIIGGS z dodatkowym  G za Wielką Brytanię (Great Britain).